# الفين
الفين هو خاصية أو سمة فردية محددة وراثيًا يمكن أن يمتلكها الكائن الحي، مثل لون العين أو الطول أو السلوك أو شكل الأسنان أو أي خاصية أخرى يمكن ملاحظتها.

## الفين - نمط ظاهري - تمييز الظاهرة
من الواضح أن مصطلح "فين" صِيغَ كبناء موازٍ واضح ل "الجين". الفين هو النمط الظاهري مثل الجين هو النمط الجيني، وبالمثل الفين هو صفة موروثة كما هو الجين هو مجموع موروثي. وبشكل أكثر تحديدًا، فإن الفين هو مفهوم مجرد يصف خاصية معينة يمكن أن يمتلكها الكائن الحي. في حين أن النمط الظاهري يشير إلى مجموعة من الفينات التي يمتلكها كائن حي معين، ويشير الفينوم إلى مجموعة كاملة من الفينات الموجودة داخل كائن حي أو نوع.
تستخدم دراسات الارتباط على مستوى الجينوم "الفينات" أو "السمات" (الأعراض) لتمييز المجموعات في البشر. ثم استُخدِمَت هذه المجموعات لتحديد الارتباطات مع الأليلات الوراثية التي تكون أكثر شيوعًا في المجموعة المصحوبة بأعراض منها في المجموعة الضابطة عديمة الأعراض. أفاد ألين وآخرون أنه فيما يتعلق بالفصام "ركزت الأبحاث في علم الوراثة الجزيئية على اكتشاف جينات متعددة ذات تأثير صغير" يشير هذا إلى أهمية اكتشاف السمات الفردية أو "الفينات" التي تحكمها جينات مفردة. يمكن وصف الفصام أو الاضطراب ثنائي القطب بأنه نمط ظاهري ولكن كم عدد السمات الفردية أو "الفينات" التي تساهم في هذه الأنماط الظاهرية؟ لم تجد دراسات الارتباط الكبير جدًا على نطاق الجينوم العديد من الروابط الجينية المهمة. على العكس من ذلك، فإن نتائج هذه الدراسات تشير إلى وجود عدد كبير من الأليلات الجينية التي لها تأثير صغير جدًا (فين).
من المهم ملاحظة أن كلمة النمط الظاهري كانت تستخدم في الأصل للإشارة إلى كل من السمة/الشخصية نفسها (مثل النمط الظاهري للعيون الزرقاء) ومجموعة السمات/الخصائص التي يمتلكها الكائن الحي (النمط الظاهري للون عين كلير أزرق). في حين أن هذا التعريف لا يزال يستخدم في العديد من الأماكن، فإن عدم التمييز يمكن أن يجعل التفسيرات المتعمقة مربكة وبالتالي يصبح استخدام مصطلح الفين ضروريًا. في الواقع، من الصعب للغاية تحديد ما هي اللبنات الأساسية للظاهرة بدقة. نظرًا لاستخدام مصطلح "النمط الظاهري" لوصف السمات والمتلازمات وخصائص السكان، فإنه لا يساعد في البحث الجماعي عن سمات محددة يمكن أن تكون نتيجة لجين واحد أو تفاعل جيني بيئي واحد. برز الفين ككتلة بناء مرشحة للصفة الموروثة.

## الفين - تمييز جيني
الجينات تؤدي إلى ظهور الفينات. الجينات هي التعليمات الكيميائية الحيوية التي تشفر ما يمكن أن يكون عليه الكائن الحي، في حين أن الفينات هي ما هو الكائن الحي. بشكل عام، يتطلب الأمر مزيجًا من جينات معينة وتأثيرات بيئية وتباين عشوائي ليؤدي إلى ظهور أي فين واحد في الكائن الحي. كل من الفينات والجينات تخضع للتطور. ومع ذلك، إذا عرف المرء "الجينات" بأنها "تسلسلات الحمض النووي التي تشفر عديدات الببتيد"، فلن يكون الوصول إليها مباشرة للانتقاء الطبيعي. الفينات المرتبطة هي. لاحظ أن البعض، على سبيل المثال ريتشارد دوكينز، استخدموا تعريفًا أوسع ل "الجين" من التعريف المستخدم في علم الوراثة في بعض الأحيان، مما أدى إلى توسيعه ليشمل أي تسلسل حمض نووي ريبوزي منقوص الأكسجين له وظيفة.
نظرًا للخصائص الكيميائية والفيزيائية المميزة للنوكليوتيدات في الحمض النووي وبعض الطفرات "صامتة" (أي لا تغير التعبير الجيني)، قد يكون التسلسل الأولي للحمض النووي أيضًا فين. على سبيل المثال، أزواج قواعد أدينين-الثايمين وغوانين-سايتوسين مقاومة مختلفة للحرارة. في الكائنات الحية الدقيقة المحبة للحرارة، قد يكون للطفرات "الصامتة" تأثير على استقرار الحمض النووي وبالتالي البقاء على قيد الحياة. أثناء خضوعه للتطور، يؤثر الانتقاء الطبيعي على التسلسل الأولي مباشرة في هذه الحالة، مع أو بدون التعبير عنه.
خذ على سبيل المثال طفرة تجعل الزيجوت يجهض النمو كجنين صغير. من الواضح أن هذه الطفرة لن تنتشر، لأنها قاتلة بسرعة. ليس النوكليوتيد المتحور هو الذي اختيرَ ضده، ولكن حقيقة أنه بسبب هذه الطفرة، لا يُعبَّرُ عن الفين (إنزيم رئيسي أو عامل تنموي على سبيل المثال).
قارن نوعًا (خياليًا) من الطفرات التي تكسر شريط الحمض النووي في موضع حاسم وتتحدى كل محاولات إصلاحه، مما يؤدي إلى موت الخلايا. هنا، ستكون تسلسلات الحمض النووي المتحولة وغير المتحولة هي الفينات نفسها. إنه التسلسل الأولي المتغير نفسه الذي سيؤدي بالفشل إلى الوفاة، وليس عديد الببتيد المقابل.
انظر أيضًا مفهوم دوكين للنمط الظاهري الموسع.

## أصل
اعتُمِدَ المصطلح على نطاق واسع من قبل المجتمع الأكاديمي ويظهر في الأدبيات العلمية. يؤدي البحث السريع عن الكلمات الرئيسية للعناوين والملخصات التي تحتوي على "الفين" في المجلات إلى إرجاع العديد من المقالات. إنه مفهوم قيم في العصر الجينومي حيث استُخدِمَت "الفينات" أو "السمات" (الأعراض) للتمييز بين المجموعات التي تعاني من اضطرابات وراثية.

## استخدامات
يُستخدم "الفين" للإشارة إلى سمات النمط الظاهري ذات الصلة في قاعدة بيانات الوراثة المندلية عبر الإنترنت في الحيوانات. أحد أهداف الوراثة المندلية عبر الإنترنت هو مطابقة الأنماط الجينية مع الأنماط الظاهرية. يصف لينفر وآخرون (2006) الوراثة المندلية عبر الإنترنت بأنها "مورد بيولوجيا مقارن" "الوراثة المندلية عبر الإنترنت هي مورد شامل للمعلومات المظهرية حول السمات والجينات الحيوانية الموروثة في سياق مقارن بقوة، يربط السمات بالجينات حيثما أمكن ذلك. صمِّمَت الوراثة المندلية عبر الإنترنت على غرار الميراث المندلي عبر الإنترنت في الإنسان وهو مكمل له ". مصطلح "فين" مساوٍ ل "سمة".